# Lisanne de Witte
Lisanne de Witte (née le 10 septembre 1992 à Flardingue) est une athlète néerlandaise, spécialiste du 400 mètres.

## Biographie
Elle est la sœur ainée de Laura de Witte, également sprinteuse.
Lors des Jeux olympiques de 2016, elle bat le record des Pays-Bas du relais 4 x 400 m. Elle remporte le 400 m lors des Championnats d'Europe d'athlétisme par équipes 2017 en 51 s 71, record personnel.
Le 1er juillet 2018, à La Chaux-de-Fonds, dans une course remportée par la Suissesse Lea Sprunger qui bat le record national en 50 s 52, Lisanne de Witte termine 2e en 50 s 96 et bat également le record national des Pays-Bas du 400 m, améliorant les 51 s 35 d'Ester Goossens datant de 1998.
Le 11 août 2018, dans le stade olympique de Berlin, Lisanne de Witte remporte la médaille de bronze du 400 m des championnats d'Europe et établit un nouveau record national en 50 s 77, devancée par la Polonaise Justyna Święty-Ersetic (50 s 41) et la Grecque María Belibasáki (50 s 45).
Sept mois après sa médaille à Berlin, Lisanne de Witte décroche lors des championnats d'Europe en salle de Glasgow le 2 mars une nouvelle médaille de bronze en 52 s 34, record personnel, derrière Lea Sprunger (51 s 61) et Cynthia Bolingo (51 s 62).

## Palmarès
| Date | Compétition                        | Lieu                               | Résultat | Épreuve   | Temps                    |
| ---- | ---------------------------------- | ---------------------------------- | -------- | --------- | ------------------------ |
| 2016 | Championnats d'Europe              | Amsterdam                          | 6e       | 4 x 400 m | 3 min 29 s 23            |
| 2017 | Championnats d'Europe par équipes  | Lille                              | 1re      | 400 m     | 51 s 71                  |
| 2017 | Championnats d'Europe par équipes  | Lille                              | 6e       | 4 x 400 m | 3 min 31 s 79            |
| 2018 | Championnats d'Europe              | Berlin                             | 3e       | 400 m     | 50 s 77                  |
| 2018 | Coupe continentale                 | Ostrava                            | 4e       | 400 m     | 51 s 51                  |
| 2019 | Championnats d'Europe en salle     | Glasgow                            | 3e       | 400 m     | 52 s 34                  |
| 2019 | Championnats d'Europe par équipes  | Sandnes                            | 1re      | 400 m     | 52 s 05                  |
| 2019 | Ligue de diamant                   | Ligue de diamant                   | 3e       | 400 m     | 51 s 30                  |
| 2019 | Championnats du monde              | Doha                               | 7e       | 4 x 400 m | 3 min 27 s 89            |
| 2020 | Circuit mondial en salle de l'IAAF | Circuit mondial en salle de l'IAAF | 2e       | 400 m     | détails                  |
| 2022 | Championnats du monde en salle     | Belgrade                           | 2e       | 4 × 400 m | 3 min 28 s 57            |
| 2022 | Championnats d'Europe              | Munich                             | 1re      | 4 x 400 m | 3 min 20 s 87            |
| 2023 | Championnats du monde              | Budapest                           | 1re      | 4 x 400 m | participation aux séries |
| 2024 | Championnats du monde en salle     | Glasgow                            | 1re      | 4 x 400 m | 3 min 25 s 07            |
| 2024 | Jeux olympiques                    | Paris                              | 2e       | 4 × 400 m | 3 min 19 s 50            |

## Records
| Épreuve | Épreuve   | Temps   | Lieu   | Date           |
| ------- | --------- | ------- | ------ | -------------- |
| 400 m   | Plein air | 50 s 77 | Berlin | 11 août 2018   |
| 400 m   | En salle  | 51 s 90 | Toruń  | 8 février 2020 |